# Estádio do Bessa

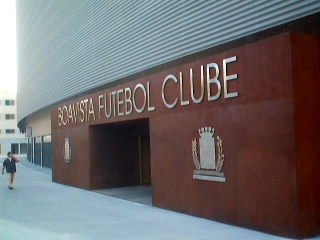
Foto van de buitenkant

Het Estádio do Bessa (nu Estádio do Bessa XXI) is een voetbalstadion in de wijk Boavista, Porto, Portugal en is het thuisstadion van Boavista FC.
Zoals andere stadions, welke werden gebruikt voor Euro 2004, werd dit stadion gebouwd op de fundamenten van het vorige stadion.
Het kostte €45.164.726 om het stadion te herbouwen, waarvan €7.785.735 werd betaald door de Portugese overheid. Het stadion heeft een zitcapaciteit van 28.263 stoelen. Plannen om het stadion te renoveren bestonden al in 1990, voordat er sprake was van Euro 2004.